# Coelopterus salinus
Coelopterus salinus is een keversoort uit de familie lieveheersbeestjes (Coccinellidae). De wetenschappelijke naam van de soort is voor het eerst geldig gepubliceerd in 1852 door Mulsant & Rey.